# Word spotting
Word spotting – metoda pozwalająca na wyszukiwanie słów kluczowych w tekście. Na podstawie zaznaczonych słów, np. w pisanym odręczne tekście, tworzone jest zapytanie, które następnie jest wykorzystywane do odnalezienia podobnych słów w danych dokumencie. Inny typ wyszukiwania pozwala na wpisanie słowa, które następnie jest użyte do wyszukania wszystkich słów w dokumencie.